# 小甜甜
《小甜甜》是日本漫畫家五十嵐優美子擔任原畫、兒童文學作家水木杏子為原作的日本漫畫作品。於講談社少女漫畫雜誌《Nakayoshi》1975年4月號至1979年3月號期間進行連載。單行本全9冊。單行本累計發行量約1200萬冊。其中第7集成為首部初版印量達百萬冊的日本漫畫單行本。之後陸續發行愛藏版、新裝版與文庫版漫畫。1977年第一屆講談社漫畫獎少女部門得獎作品。
於1976年10月1日至1978年2月2日期間在NET電視台（今朝日電視台）播映改編電視動畫，由NET、旭通信社、東映聯合製作，全115集。動畫版獲得相當大的好評，由堀江美都子演唱的主題歌，也成為破百萬銷售量的暢銷單曲。香港在1978年2月5日～1979年10月21日在無綫電視翡翠台首播，之後於1986年3月10日～4月29日於亞洲電視中文台重播。而台灣於1979年7月16日～12月7日在華視首播，之後於1981至1989年間又重播了五次之多。《小甜甜》在台灣播映的時間橫跨十年，也成為台灣1960～1980年代出生的觀眾層所共同擁有的童年回憶。
但因為自1997年起水木杏子與五十嵐優美子之間纏訟多年的著作權官司（最後判決為水木勝訴），雙方關係嚴重交惡，因此造成日本方面自2001年以後原作漫畫停止發行，動畫版也無法再次重播與發行任何映像軟體。但電視動畫版DVD-Video意外於2009年在台灣發行，片商宣稱是發行商自西班牙方面取得版權，但未取得東映與原著作者方面許可。
2002年曾經傳出好萊塢計畫重拍本劇，由當時20歲的克斯汀·鄧斯特演出小甜甜，布萊德·彼特演出她的最後歸宿阿利巴先生，但如今已確定為子虛烏有。

## 劇情大綱
甜甜是一名生長在美國「保兒之家」孤兒院的少女，和溫柔內向的安妮是最要好的朋友，後來安妮先被一戶人家收養，傷心的甜甜十歲時在山丘上遇見一位演奏著蘇格蘭風笛的高貴「王子」，「王子」告訴她：「妳笑起來比哭起來較可愛喔」。十二歲時甜甜被萊根家「收養」，成為貴族其間她認識了騎著白馬的少年安東尼，還有小迪、阿琪，後來歐德禮家的大家長威亷·亞伯特·阿德烈（William Albert Audrey）老爺收養甜甜為養女，不過卻從未見到威廉大老爺本人。安東尼後來因墜馬意外而死，深愛安東尼的甜甜因此離開美國，遠赴英國讀書。
後來她在英國航途充滿霧的甲板上，又認識了貴族陶斯，兩人在同一間寄宿學校讀書，放蕩不羈的陶斯與甜甜陷入熱戀，卻因為伊莎的陷害，使陶斯遭到退學。陶斯後來遠赴百老匯發展，成為一名成功的演員，他最後選擇了劇場彩排時為了救他而受傷的一位女孩蘇珊娜，甜甜只有含淚祝福他。其後第一次世界大戰爆發，奪去了小迪的生命，甜甜在擔任護士時，照顧到一位身受重傷，失去記憶的「阿利巴」先生。
由於愛上甜甜的尼爾，以扣上「威廉大老爺之命」這想強娶甜甜，造成甜甜的極度反彈，雖然阿琪等人勸甜甜逃走，但她決定找威廉大老爺面對面談判。結果在她眼前出現的，竟是一直在保護著自己的那位「阿利巴先生」。原來威廉當初是為了擺脫家族的束縛而隱姓埋名四處流浪，而他也是甜甜童年所見真正的「山丘王子」，卻因為安東尼與他長相酷似，而一直被甜甜所誤認。
最後甜甜回到了保兒之家，在當年的山丘上，又聽見了那熟悉的蘇格蘭風笛聲，「王子」威廉再度出現在她的眼前，甜甜也終於與威廉相認。
小甜甜最終回的结局是美好的。一直跟甜甜是好朋友的阿利巴先生竟然就是阿德烈家族的「威廉老爺」，最後一幕就是甜甜、阿利巴先生跟保兒之家的修女、孩子們一齊在寶妮山丘上愉快地聚餐。甜甜最後的歸宿是誰，最終回中沒有說清楚，只有她身邊的阿利巴先生，還有報紙上關於已經成了大明星的陶斯的消息，留給讀者自己想像。

## 登場角色
- 小甜甜 （Candy，日本配音：松島實；香港無線電視譯名：甜甜；配音：潘滿儔；台灣配音：林美秀）

稱「白甜甜」、「甜甜懷特阿德烈」或「甜甜懷特」。
故事主角，與安妮同一天被遺棄，因此與安妮關係甚佳，親如姐妹，曾為了安妮說要請布萊頓先生一起收養自己而友情產生裂痕並一度不能諒解。被雷恩修女命名為甜甜懷特。生性頑皮、活潑。先是被萊根家族找去當伊莎的玩伴，但伊莎、尼爾對她不好而又處處刁難、陷害，後來更被誣指為小偷，被送往墨西哥，而被喬治所救，回來後成為阿德烈家族的養女。安東尼死後沒多久，赴英留學，期間與安妮重修舊好。後來到護士學校去就讀而成為一名護士。
- 安妮 （日本配音：小山茉美；香港無線電視譯名：安安；配音：孫明貞；台灣配音：雷碧文）

稱「安妮」、「安妮布萊頓」。
甜甜從小到大一起長大的好姐妹與好朋友。與甜甜同一天被遺棄，因此兩人關係甚佳，曾為了要請布萊頓先生一起收養甜甜而不被甜甜諒解，與甜甜之間的友情產生裂縫。被布萊頓先生所領養。被送往英國留學，期間意外地暴露自己的孤兒身份而被一直原本禮遇有佳的伊莎、尼爾以及一夥人欺侮但與甜甜重修舊好。和阿琪相戀。後因一戰爆發而回到美國。
- 阿琪（日本配音：三矢雄二；香港無線電視譯名：亞次；配音：鄧榮銾）

稱「阿琪」「阿琪康威爾」
小迪的弟弟。起初喜歡甜甜，赴英留學後與安妮相戀。
- 小迪（日本配音：肝付兼太；香港無線電視譯名：史迪亞；配音：盧國權；台灣配音：林谷珍）

稱「小迪」、「小迪康威爾」
發明家。帶著一副眼鏡。很會發明東西但通常都會在緊要關頭時壞掉。起初喜歡甜甜，赴英留學後與小佩相戀。一戰發生時決定從軍，遭到眾人反對。在空戰中飛機被打壞，墜機爆炸而死。
- 湯姆

最早發現甜甜和安妮的人。被史蒂夫先生收養，成為牧場的準繼承人。
- 安東尼（日本配音：井上和彦；香港無線電視配音：梁耀昌）

稱「安東尼」、「安東尼布朗」
阿德烈家族的表少爺，與小迪阿琪是表兄弟，個性斯文溫和。認識甜甜後，成為甜甜重要的精神支柱，但最後不幸摔馬身亡。
- 陶斯（日本配音：富山敬；香港無線電視譯名：狄里斯；配音：朱子聰；台灣配音：陳宏瑋）

稱「陶斯」、「陶斯葛蘭」
英國貴族，葛蘭公爵的私生子，母親是美國著名女演員，與甜甜第一次見面是在返回英國的船上，因特別的身世，而有叛逆性格，但其實心裡極度渴望父母能給他完整的愛。
- 阿利巴（日本配音：井上和彦→井上真樹夫；香港無線電視配音：金雷）

稱「阿利巴先生」、「威廉阿利巴」
甜甜被冤望而逃家時，與樣似流浪漢的他相識，之後他就一直扮演鼓勵甜甜的大哥哥角色，到故事的最後，終於揭開神秘面紗，竟是阿德烈家族的大家長，威廉老爺。
- 伊麗絲（香港無線電視配音：區瑞華）

- 尼路（香港無線電視配音：馮志潤）

- 柏蒂（香港無線電視配音：樂蔚）

- 寶妮老師（香港無線電視配音：姚天麗）

- 頼恩老師（香港無線電視配音：梁緻盈）

## 出版書籍
| 集數 | 講談社         | 講談社             |
| 集數 | 發售日期       | ISBN               |
| ---- | -------------- | ------------------ |
| 1    | 1975年10月2日  | ISBN 4-06-108222-1 |
| 2    | 1976年3月8日   | ISBN 4-06-108232-9 |
| 3    | 1976年8月3日   | ISBN 4-06-108245-0 |
| 4    | 1976年12月2日  | ISBN 4-06-108257-4 |
| 5    | 1977年3月18日  | ISBN 4-06-108268-X |
| 6    | 1977年9月5日   | ISBN 4-06-108280-9 |
| 7    | 1978年4月18日  | ISBN 4-06-108301-5 |
| 8    | 1978年11月22日 | ISBN 4-06-108315-5 |
| 9    | 1979年3月19日  | ISBN 4-06-108325-2 |

## 電視動畫

### 製作人員
- 企画：春日東、山口康男、茂野一清
- 製作担当：岸本松司
- 原作：水木杏子、五十嵐優美子
- 音樂：渡辺岳夫
- 人物設計･監修：進藤満尾
- 作画監督：森下圭介、富沢和雄、青嶋克己、上村栄司、進藤満尾、芦田豊雄、鹿島恒保　等
- 美術設定：浦田又治
- 美術：浦田又治、下川忠海、伊藤英治、泰秀信 他
- 總監督：今沢哲男、設樂博
- 演出：設樂博、葛西治、山本寛巳、山口秀憲、芹川有吾、今沢哲男等
- 製片：宮崎慎一、碓氷夕焼、落合兼武
- 編劇：雪室俊一、城山昇
- 特殊効果：平尾千秋、中島正之等
- 攝影：藤橋秀行、佐野貞史、菅谷信行等
- 剪輯：神原直美、田中修、祖田富美夫
- 錄音：波多野勲、蔵本貞司
- 効果：伊藤道廣
- 選曲：宮下滋
- 現像：東映化学
- 製作：NET→朝日電視台（於播映中變更名稱）、旭通信社、東映動画

### 主題歌
| 類別   | 曲名 | 作詞       | 作曲     | 編曲     | 演唱         |
| ------ | ---- | ---------- | -------- | -------- | ------------ |
| 片頭曲 | 「」 | 名木田惠子 | 渡邊岳夫 | 松山祐士 | 堀江美都子   |
| 片尾曲 | 「」 | 名木田恵子 | 渡辺岳夫 | 松山祐士 | 堀江美都子、 |

### 香港粵語版
| 類別   | 曲名       | 作詞   | 作曲     | 主唱   |
| ------ | ---------- | ------ | -------- | ------ |
| 片頭曲 | 「小甜甜」 | 鄭國江 | 渡辺岳夫 | 路家敏 |

### 華視國語版
| 類別   | 曲名       | 作詞 | 作曲   | 演唱               | 備註                                                                             |
| ------ | ---------- | ---- | ------ | ------------------ | -------------------------------------------------------------------------------- |
| 片頭曲 | 「小甜甜」 | 孫儀 | 周金田 | 新和兒童樂隊合唱團 | 收錄於1979年7月月球唱片發行的「兒童歌曲(3)」黑膠唱片合輯中。後來曾有CDDA復刻版。 |

### 各話列表
| 話數 | 標題                         | 脚本     | 演出     | 首播日期       |
| ---- | ---------------------------- | -------- | -------- | -------------- |
| 1    | 投げなわ上手のすてきな子     | 雪室俊一 | 設楽博   | 1976年 10月1日 |
| 2    | 飛び出せ!ふたりで冒険        | 雪室俊一 | 葛西治   | 10月8日        |
| 3    | さようならをはこぶ馬車       | 雪室俊一 | 山本寛巳 | 10月15日       |
| 4    | 笑顔の方がかわいいよ!        | 雪室俊一 | 山口秀憲 | 10月22日       |
| 5    | 今日からお嬢さま?            | 雪室俊一 | 芹川有吾 | 10月29日       |
| 6    | バラの門で逢った人           | 城山昇   | 笠井由勝 | 11月5日        |
| 7    | お上品に見えるかしら?        | 城山昇   | 葛西治   | 11月12日       |
| 8    | しあわせを呼ぶ招待状         | 城山昇   | 山本寛巳 | 11月19日       |
| 9    | あの人と逢えた舞踏会         | 城山昇   |          | 11月26日       |
| 10   | 馬小屋のお嬢さま             | 雪室俊一 |          | 12月3日        |
| 11   | 心をつなぐ小さなリボン       | 雪室俊一 |          | 12月10日       |
| 12   | バラの薫る誕生日             | 雪室俊一 | 笠井由勝 | 12月17日       |
| 13   | ひとりぼっちが三人           | 雪室俊一 |          | 12月24日       |
| 14   | 春風いっぱい大きな木         | 雪室俊一 |          | 1977年 1月7日  |
| 15   | しあわせを奪う決定           | 城山昇   |          | 1月14日        |
| 16   | 知らない国への旅立ち         | 城山昇   |          | 1月21日        |
| 17   | はるかな渇いた荒野で         | 城山昇   |          | 1月28日        |
| 18   | 運命をみちびく十字架         | 城山昇   |          | 2月4日         |
| 19   | 苦しみの旅の果てに           | 城山昇   |          | 2月11日        |
| 20   | 夢のようにしあわせな私       | 雪室俊一 |          | 2月18日        |
| 21   | 友情を伝える鳩               | 雪室俊一 |          | 2月25日        |
| 22   | 負けないでアンソニー!        | 雪室俊一 |          | 3月4日         |
| 23   | はじめてのデイト             | 雪室俊一 |          | 3月11日        |
| 24   | 私のアンソニー               | 雪室俊一 |          | 3月18日        |
| 25   | 哀しみを越えて明日へ         | 雪室俊一 |          | 3月25日        |
| 26   | お父さんの木は知っている     | 城山昇   |          | 4月8日         |
| 27   | 天使のプレゼント             | 城山昇   |          | 4月15日        |
| 28   | 深すぎる心の傷あと           | 城山昇   |          | 4月29日        |
| 29   | 希望への船出                 | 城山昇   |          | 5月6日         |
| 30   | 愛は荒波を越えて             | 城山昇   | 山口秀憲 | 5月13日        |
| 31   | 古い都の新しい日             | 雪室俊一 | 笠井由勝 | 5月20日        |
| 32   | 牢獄の中のポニーの丘         | 雪室俊一 | 葛西治   | 5月27日        |
| 33   | しわのある新入生             | 雪室俊一 |          | 6月3日         |
| 34   | 裏がえしの封筒               | 雪室俊一 |          | 6月10日        |
| 35   | すてきな日曜日               | 雪室俊一 |          | 6月17日        |
| 36   | よみがえった微笑み           | 城山昇   | 遠藤勇二 | 6月24日        |
| 37   | ふしぎなめぐり逢い           | 城山昇   | 笠井由勝 | 7月1日         |
| 38   | テリュースの秘密             | 城山昇   | 葛西治   | 7月8日         |
| 39   | 怒りをかった宝物             | 城山昇   | 山吉康夫 | 7月15日        |
| 40   | 反省室は出入り自由           | 城山昇   | 山本寛巳 | 7月22日        |
| 41   | 学園祭の妖精                 | 城山昇   | 設楽博   | 7月29日        |
| 42   | 真夜中のピクニック           | 雪室俊一 | 笠井由勝 | 8月12日        |
| 43   | 湖畔のサマースクール         | 雪室俊一 | 葛西治   | 8月19日        |
| 44   | 母と子の絆                   | 雪室俊一 | 遠藤勇二 | 8月26日        |
| 45   | 二人でホワイトパーティー     | 雪室俊一 | 山口秀憲 | 9月2日         |
| 46   | 夏のおわりのときめき         | 雪室俊一 | 笠井由勝 | 9月9日         |
| 47   | イライザの黒い罠             | 雪室俊一 | 設楽博   | 9月16日        |
| 48   | 冷たく厚い壁の中で           | 城山昇   |          | 9月23日        |
| 49   | テリュースの決意             | 城山昇   |          | 9月30日        |
| 50   | 朝もやの中の旅立ち           | 城山昇   |          | 10月7日        |
| 51   | 港への遠い道                 | 城山昇   |          | 10月14日       |
| 52   | 馬小屋で見る星               | 城山昇   |          | 10月21日       |
| 53   | マウント・ロドニの夜明け     | 城山昇   |          | 10月28日       |
| 54   | 夜霧のサザンプトン港         | 雪室俊一 |          | 11月4日        |
| 55   | ふたりの密航者               | 雪室俊一 |          | 11月11日       |
| 56   | 嵐の海の彼方に               | 雪室俊一 |          | 11月18日       |
| 57   | 港の見える窓                 | 雪室俊一 |          | 11月25日       |
| 58   | 銀世界の故郷                 | 雪室俊一 |          | 12月2日        |
| 59   | おてんば一日先生             | 雪室俊一 |          | 12月9日        |
| 60   | 心に響くたくましい足音       | 城山昇   |          | 12月16日       |
| 61   | うぶ声は銀嶺にこだまして     | 城山昇   |          | 12月23日       |
| 62   | 新しい道への汽笛             | 城山昇   |          | 12月30日       |
| 63   | 町で会ったお婆ちゃん         | 城山昇   | 山本寛巳 | 1978年 1月6日  |
| 64   | 白衣の天使はオッチョコチョイ | 城山昇   | 葛西治   | 1月13日        |
| 65   | 笑顔で看護                   | 城山昇   | 山口秀憲 | 1月20日        |
| 66   | 夢の大おじさま               | 雪室俊一 | 遠藤勇二 | 1月27日        |
| 67   | その人はどこに               | 雪室俊一 | 笠井由勝 | 2月3日         |
| 68   | 春に散る花                   | 雪室俊一 | 葛西治   | 2月10日        |
| 69   | 想い出の白いバラ             | 雪室俊一 | 山本寛巳 | 2月17日        |
| 70   | かわいい花嫁さん             | 雪室俊一 | 山口秀憲 | 2月24日        |
| 71   | 丘の上のマドロスさん         | 雪室俊一 | 遠藤勇二 | 3月3日         |
| 72   | 特別室の少女                 | 城山昇   | 笠井由勝 | 3月10日        |
| 73   | テリュースのうわさ           | 城山昇   | 設楽博   | 3月17日        |
| 74   | 大都会の病院へ               | 城山昇   | 葛西治   | 3月24日        |
| 75   | 大おじさまの館               | 城山昇   | 山本寛巳 | 3月31日        |
| 76   | 思い出を呼ぶ小さな家         | 城山昇   | 葛西治   | 4月7日         |
| 77   | 危険なガーデンパーティ       | 城山昇   | 遠藤勇二 | 4月14日        |
| 78   | テリュースのメロディ         | 雪室俊一 | 山口秀憲 | 4月28日        |
| 79   | スポットライトの陰で         | 雪室俊一 | 笠井由勝 | 5月5日         |
| 80   | つかのまの再会               | 雪室俊一 | 遠藤勇二 | 5月12日        |
| 81   | 顔のないテリュース           | 雪室俊一 | 葛西治   | 5月19日        |
| 82   | 心に咲く花                   | 雪室俊一 | 山口秀憲 | 5月26日        |
| 83   | トランプをする幽霊           | 雪室俊一 | 山本寛巳 | 6月2日         |
| 84   | 白衣に忍びよる戦争の影       | 城山昇   | 遠藤勇二 | 6月16日        |
| 85   | 愛と憎しみの家族             | 城山昇   | 笠井由勝 | 6月30日        |
| 86   | 過去を忘れた人               | 城山昇   | 山本寛巳 | 7月7日         |
| 87   | ふたりの試練                 | 城山昇   | 遠藤勇二 | 7月14日        |
| 88   | 大空にはばたく日             | 城山昇   | 笠井由勝 | 7月28日        |
| 89   | 消えたアルバートさん         | 城山昇   | 笠井由勝 | 7月28日        |
| 90   | 町はずれの小さな城           | 雪室俊一 | 遠藤勇二 | 8月11日        |
| 91   | 遠くて近い人                 | 雪室俊一 | 山口秀憲 | 8月18日        |
| 92   | 愛のショック療法             | 雪室俊一 | 山本寛巳 | 8月25日        |
| 93   | しわのあるキューピット       | 雪室俊一 | 笠井由勝 | 9月1日         |
| 94   | 旅の道づれ                   | 雪室俊一 | 本庄克彦 | 9月8日         |
| 95   | 美しいライバル               | 雪室俊一 | 設楽博   | 9月15日        |
| 96   | 片道キップの招待状           | 城山昇   | 山本寛巳 | 9月22日        |
| 97   | 夢にまでみた再会             | 城山昇   | 笠井由勝 | 9月29日        |
| 98   | 胸さわぐ開幕のベル           | 城山昇   | 笠井由勝 | 10月6日        |
| 99   | 雪の日の別れ                 | 城山昇   | 山口秀憲 | 10月13日       |
| 100  | 悲しみのプラットホーム       | 城山昇   | 設楽博   | 10月20日       |
| 101  | かすかな記憶の糸             | 城山昇   | 山本寛巳 | 10月27日       |
| 102  | ポニーの丘の十字架           | 雪室俊一 | 笠井由勝 | 11月3日        |
| 103  | 命がけの遠い旅               | 雪室俊一 | 本庄克彦 | 11月10日       |
| 104  | 天使のいらない診療所         | 雪室俊一 | 山口秀憲 | 11月17日       |
| 105  | やさしい逃亡者               | 雪室俊一 | 笠井由勝 | 11月24日       |
| 106  | もうひとりの殺人犯           | 雪室俊一 | 設楽博   | 12月1日        |
| 107  | 特別メニューは百人前         | 雪室俊一 | 山本寛巳 | 12月8日        |
| 108  | 谷間にとどろく歓声           | 雪室俊一 | 笠井由勝 | 12月15日       |
| 109  | 小さなカウボーイの涙         | 城山昇   | 山口秀憲 | 12月22日       |
| 110  | 迷惑な恋                     | 城山昇   | 笠井由勝 | 12月29日       |
| 111  | よみがえった遠い日日         | 城山昇   | 山本寛巳 | 1979年 1月5日  |
| 112  | それぞれの愛の行方           | 城山昇   | 本庄克彦 | 1月12日        |
| 113  | 去りゆく人                   | 城山昇   | 笠井由勝 | 1月19日        |
| 114  | 大おじさまに会える日         | 城山昇   | 山本寛巳 | 1月26日        |
| 115  | ポニーの丘は花ざかり         | 城山昇   | 笠井由勝 | 2月2日         |

## 外部連結
- 動畫官方網站（日語）
- 動畫美術館（日語）